# أليكس ماكغيوتش
ألكسندر ماكجيوتش (10 مارس 1854 - 24 يناير 1922) هو لاعب كرة قدم اسكتلندي سابق لعب لصالح نادي غلاسكو ويسترن ودومبريك ومنخب اسكتلندا . كان حارس مرمى ، وكان اللاعب الوحيد في فريق دمبريك الذي تم اختياره للعب على المستوى الدولي. لعب ماكجيوتش أيضًا لعبة الكريكيت واتحاد الرجبي (ممثلًا نادي غرب اسكتلندا في كلتا الرياضتين)؛ وفي حياته المهنية كان مدير لشركة في شركة أدوات نحاسية في إنجلترا، وفي عام 1920 حصل على وسام الإمبراطورية البريطانية لخدماته المتعلقة بالعمل فيما يتعلق بالحرب العالمية الأولى .

## روابط خارجية
- قالب:SFA profile
- London Hearts profile